# Jean-Fernand Audeguil
Jean-Fernand Audeguil est un enseignant, résistant et homme politique socialiste français né le 5 janvier 1887 à Monclar-d'Agenais (Lot-et-Garonne) et mort le 23 novembre 1956 à Bordeaux.

## Biographie
Après un passage à l'École normale d'instituteurs d'Aiguillon, il devient instituteur à Langon en 1910, tout en poursuivant des études à la faculté des sciences de Bordeaux. Professeur de sciences à l'école primaire supérieure de Dax en 1919, il exerce ensuite à Talence, puis à Bordeaux.
Il était aussi fin lettré, musicien expérimenté, peintre et poète.
Membre du parti socialiste SFIO depuis 1926, il est élu en 1935 conseiller municipal de Talence. La liste de gauche étant victorieuse, il devient adjoint au maire. En 1936, il est élu député de la deuxième circonscription de Bordeaux, en battant le sortant néo-socialiste Georges Lasserre, soutenu par le maire Adrien Marquet.
Pourtant proche des positions pacifistes du courant animé dans le parti par Paul Faure, il fait partie des quatre-vingts parlementaires qui votent contre les pleins pouvoirs à Philippe Pétain le 10 juillet 1940.
Radié de l'Éducation nationale, révoqué de ses fonctions de conseiller municipal, il devient en 1941 membre du réseau de résistance Libération-Nord et du Comité d'action socialiste de la zone nord. En 1944, il fait partie du comité girondin de Résistance. À la Libération de Bordeaux, il devient président de la délégation municipale spéciale, c'est-à-dire maire par intérim. Son activité pendant la guerre lui vaut la médaille de la résistance et l'insigne de chevalier de la légion d'honneur.
Il est élu maire de Bordeaux en août 1945, à la tête d'une liste de large union « résistante » : la liste « Républicaine d’Unité Française », très disparate. C'est à cette occasion le premier maire de Bordeaux élu dans une élection ouverte aux femmes. Pour la première fois, trois femmes sont élues conseillères, dont Marthe Botfroy qui devient la première adjointe de l’histoire de Bordeaux.
En butte à l'hostilité des commerçants bordelais, et des réseaux proches de Marquet, il est très vite contesté. En 1947, il se présente à la tête d’une liste exclusivement socialiste. Sa mésentente avec les communistes provoque sa chute. C’est un autre résistant qui le bat, mais de droite : Jacques Chaban-Delmas.
Membre de l'Assemblée consultative provisoire en 1944, Fernand Audeguil avait été élu député en 1945, et conserve ce mandat jusqu'aux élections de 1956. Dans cette même période, il est conseiller général de la Gironde et préside l'assemblée départementale de 1944 à 1951. 
Opposé à la Communauté européenne de défense (CED), il vote contre les consignes de son parti à ce sujet en avril 1954, et fait partie de la petite vingtaine de députés exclus temporairement de la SFIO  de février à juin 1955.
Malade, il ne sollicite pas le renouvellement de son mandat de député en janvier 1956 et meurt à la fin de l'année à la suite d'une intervention chirurgicale.
Fernand Audeguil est inhumé au cimetière de la Chartreuse.

## Hommages
- En 1958 la partie de la rue François-de-Sourdis allant de la rue de Pessac à la rue du Tondu, à Bordeaux, a été renommée rue Fernand-Audeguil[4].
- Un buste en pierre de Fernand Audeguil, réalisé par le sculpteur Callède, se trouve dans la salle du Conseil municipal de la mairie de Bordeaux.